# Rhamnonte
Rhamnonte (en grec ancien : Ῥαμνοῦς (Rhamnoûs), en grec moderne : Ραμνούς (Ramnús) ou Ραμνούντας (Ramnúndas)) est un site archéologique situé sur la côte de l'Attique près de Marathon, en Grèce. Le site conserve les vestiges d'une forteresse et de plusieurs sanctuaires de l'époque classique.

## Histoire du site

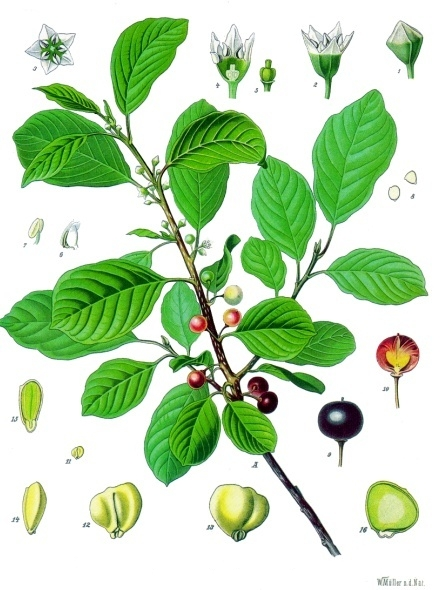
Rhamnus frangula, la bourdaine.

Le site de Rhamnonte tire son nom des buissons de bourdaine qui poussent dans les environs. La colonie était constituée d’une forteresse, de bâtiments publics, de sanctuaires, de maisons et de cimetières.
Une garnison athénienne était stationnée en permanence à Rhamnonte, dans la petite enceinte en haut de la colline, pour surveiller la navigation. L’extension de la fortification, en contrebas, encerclait le petit théâtre, le gymnase, un petit sanctuaire de Dionysos, un certain nombre d’autres bâtiments publics, et des habitations. L'ancienne route passait entre des immenses monuments funéraires et finissait à la porte de la forteresse.
Au début du Ve siècle av. J.-C., le sanctuaire de Némésis fut construit au sud. Le vaste temple du Ve siècle av. J.-C. était hexastyle, d'ordre dorique. À l’intérieur, la statue de Némésis se trouvait sur une base décorée de reliefs, avec l’autel lui faisant face. La légende dit qu'avant la bataille de Marathon, les Perses apportèrent avec eux une énorme pièce de marbre pour en faire un mémorial à leur victoire, qu’ils croyaient certaine. Cependant, Némésis ou un châtiment divin, voyaient les choses autrement. Les Grecs gagnèrent la fameuse bataille en 490 av. J.-C. : Agoracritos, un élève de Phidias, sculpta la statue de Némésis dans ce grand bloc de marbre, et elle fut érigée à Rhamnonte.
On y trouve également un temple à Thémis, personnification de la justice et de l’équité : sa statue, œuvre du sculpteur local Chéréstrate, est restée intacte. Elle est aujourd'hui conservée au Musée national archéologique d'Athènes.
Un autre sanctuaire, plus petit, était dédié à l’origine au héros guérisseur Aristomachos, mais son culte fut peu à peu supplanté au Ve siècle av. J.-C. par le plus connu Amphiaraos, qui était vénéré à Amphiaréion d'Oropos et partageait les mêmes attributs.
Le christianisme étant devenu dominant, l’ordre de détruire le temple fut donné en 399 apr. J.-C., mais les restes du sanctuaire et de la forteresse n’ont jamais été entièrement ensevelis et sont restés visibles.

## Fouilles et études archéologiques
Les premières recherches exploratoires ont été réalisées à Rhamnonte par la Société des Dilettanti en 1813. Des fouilles ont été menées en 1880 par Dimítrios Fílios (el), poursuivies entre 1890 et 1892 par les travaux d'un groupe d'archéologues dirigé par Valérios Stáis, qui a découvert le sanctuaire de Némésis, la forteresse et de nombreux enclos funéraires. En 1958, une courte campagne de fouilles a été réalisée par Efthýmios Mastrokóstas (el). Depuis 1975, le site archéologique de Rhamnonte a été systématiquement fouillé et étudié avec le financement de la Société archéologique d'Athènes, sous la direction de l'archéologue et universitaire Vasílios Petrákos (de),.

## Description

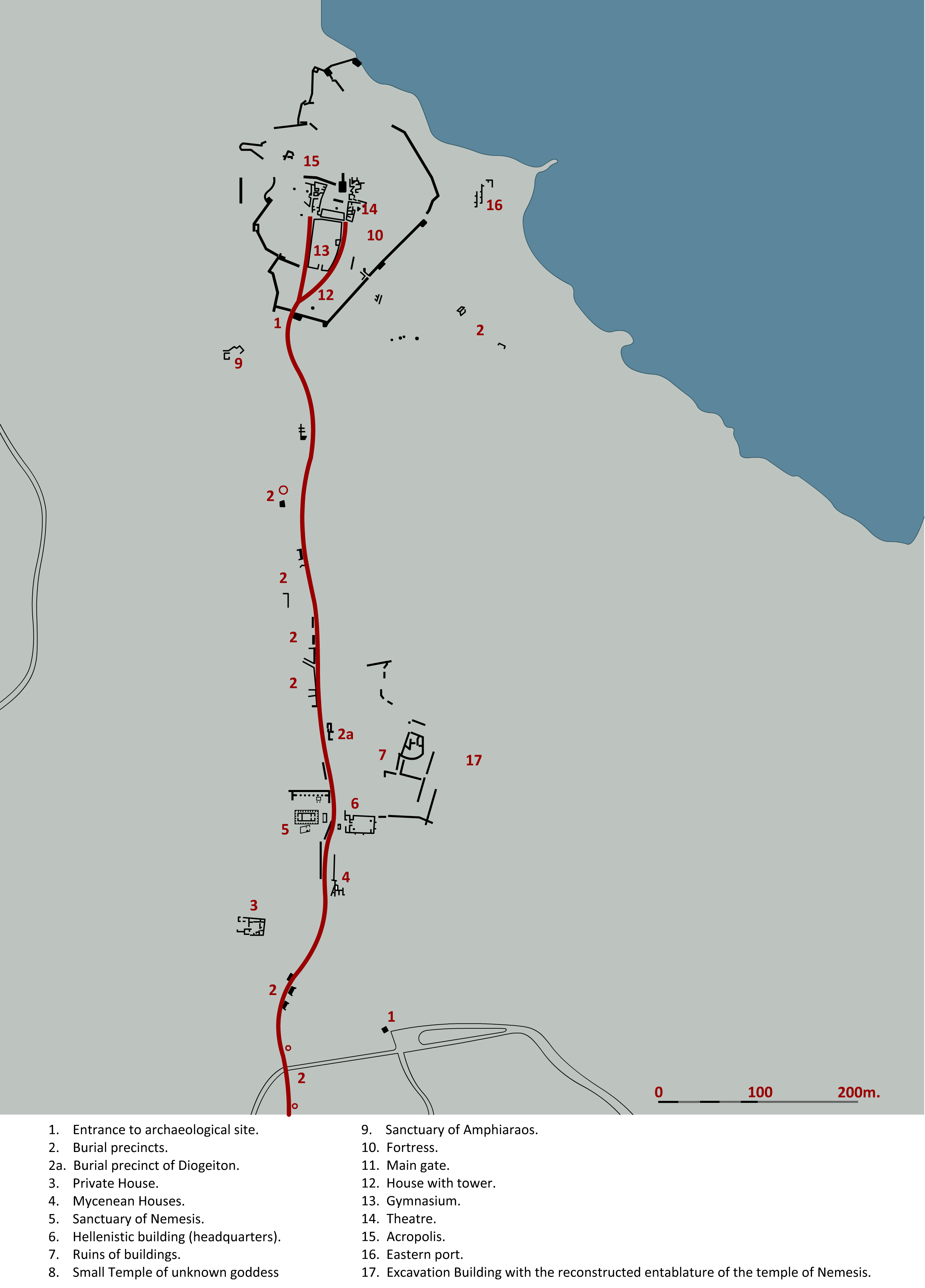
Carte du site archéologique de Rhamnonte.

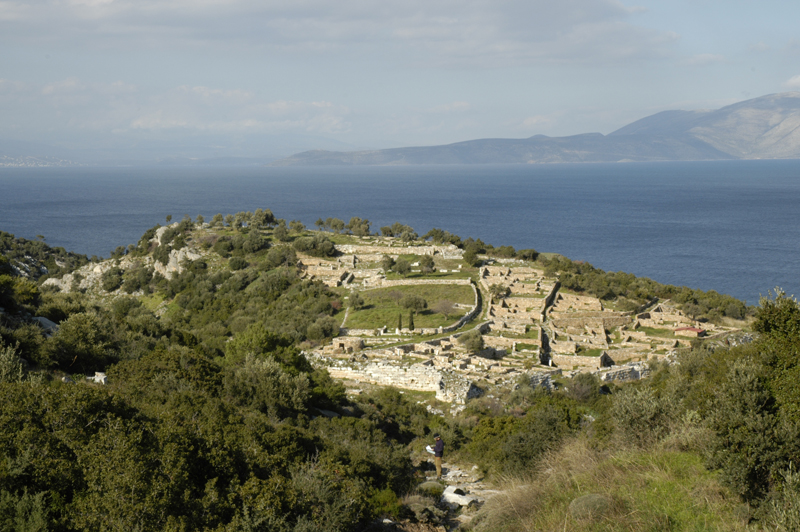
Le site archéologique de Rhamnonte.

Le site archéologique de Rhamnonte occupe une colline située tout près de la mer, entre deux baies. À l'intérieur des murs sont préservés le gymnase, le théâtre, les sanctuaires et l'acropole de Rhamnonte. Il y avait aussi un nombre important de bâtiments à l'extérieur des murs de fortifications.
La compréhension de l'histoire de Rhamnonte a grandement progressé grâce aux travaux de Jean Pouilloux, qui a étudié la forteresse et les inscriptions de la région.
La porte principale de la forteresse est située au sud, mais il existe d'autres portes plus petites. À l'intérieur des limites des murs se distinguent les temples de Némésis, tandis qu'à l'extérieur de la zone de culte fortifiée sont conservées des traces d'habitations. On trouve aussi un temple d'Amphiaraos (Amphiaréion), mais aussi plusieurs cimetières, comme celui de Menestídos. Bien que le dème de Rhamnonte offre les vestiges parmi les mieux conservés de l'Attique, il est l'un de ses sites archéologiques les plus isolés.

### Acropole et forteresse

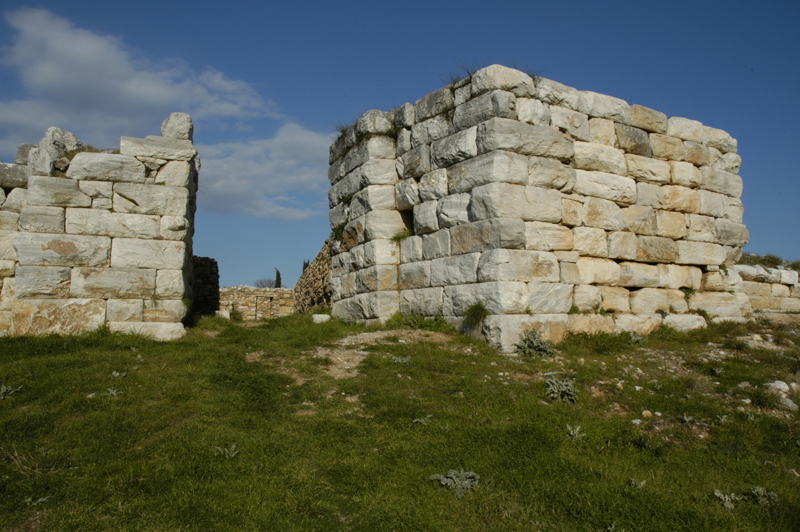
Porte sud de la forteresse.

Le site fut fortifié à partir du IVe siècle av. J.-C. et l'acropole remonte à environ 413 av. J.-C. En 295 av. J.-C., le site fut conquis par Démétrios Ier de Macédoine (dit Démétrius Poliorcète), mais revint bientôt aux Athéniens. Peu de temps après, Rhamnonte devint une base pour les forces alliées des Ptolémées lors de la guerre chrémonidéenne (268 ou 267-261 av. J.-C.).
La citadelle fortifiée de Rhamnonte est établie sur une colline, d'environ 28 m de hauteur, qui domine la région. Les murs de la forteresse, larges de 2,30 m à 2,70 m, ont été bâtis avec du marbre local provenant de la baie voisine d'Agía Marína.
Cette forteresse a été mentionnée, depuis le XIXe siècle, sous les noms de Taurokastron, Obriokastron, Linikon ou Hellenikon.

### Sanctuaires

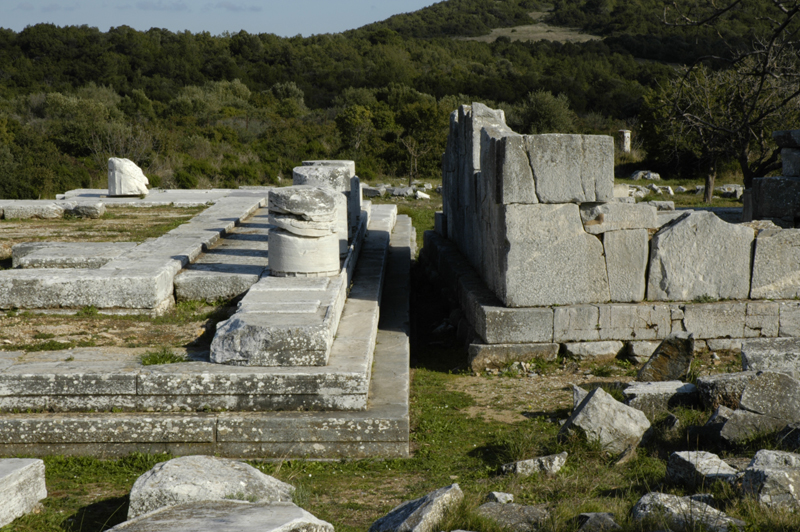
Temple archaïque de Némésis.

Le site de Rhamnonte comprend deux sanctuaires de Némésis, couramment appelés le petit et le grand temple. Selon une version mythologique, la déesse Némésis était la mère de la belle Hélène, née d'un œuf laissé par Zeus, transformé en cygne dans le ventre de Léda. La première preuve du culte de Némésis sur le site remonte à 499 avant J.-C., bien que le culte remonte probablement encore plus tôt.
Le temple dédié à la divinité, l'un des derniers exemples de construction polygonale, a été construit vers avant J.-C. À côté se trouvait un autre temple de Némésis et Thémis.
À l'époque moderne, la première tentative de documenter la région fut, en 1813, le travail de John Peter Gandy. En tant que pionnier d'une discipline encore rudimentaire, il enregistre dans des notes et des dessins de nombreuses informations qui, autrement, auraient été perdues.
Le sanctuaire de Némésis a été créé à l'époque archaïque à l'intérieur d'une enceinte fortifiée. Au cours des premières années, il a coexisté avec la colonie environnante, mais plus tard, le sanctuaire a été isolé et les résidences et le reste de l'infrastructure ont été dispersés dans les environs. Le sanctuaire de Némésis a continué à prospérer pendant la période romaine et il a même reçu des hommages de plusieurs empereurs romains.

#### Petit temple de Némésis et Thémis
Le premier temple, le plus petit, appelé temple de Némésis et Thémis, date de la fin du VIe siècle av. J.-C. Fait de poros et de tuiles laconiennes, il a probablement été détruit par les Perses en 480-479 avant J.-C. Au début du Ve siècle av. J.-C., ce petit temple a été reconstruit en style dorique (6 × 12 colonnes, dimensions 6,15 × 9,9 m) sur les ruines antérieures où les déesses Thémis et Némésis étaient autrefois vénérées, comme l'indiquent des inscriptions votives sur deux sièges en marbre du IVe siècle av. J.-C., dans le naos du sanctuaire. Le temple a été construit en marbre noir local et couvert de tuiles en terre cuite. Les murs du naos et du pronaos sont en maçonnerie polygonale dans le style de Lesbos. Le petit temple a probablement servi plus tard de trésor au grand temple et de stockage de diverses statues de culte. Cette construction a été conservée jusqu'au IVe siècle.

##### Statue de Thémis

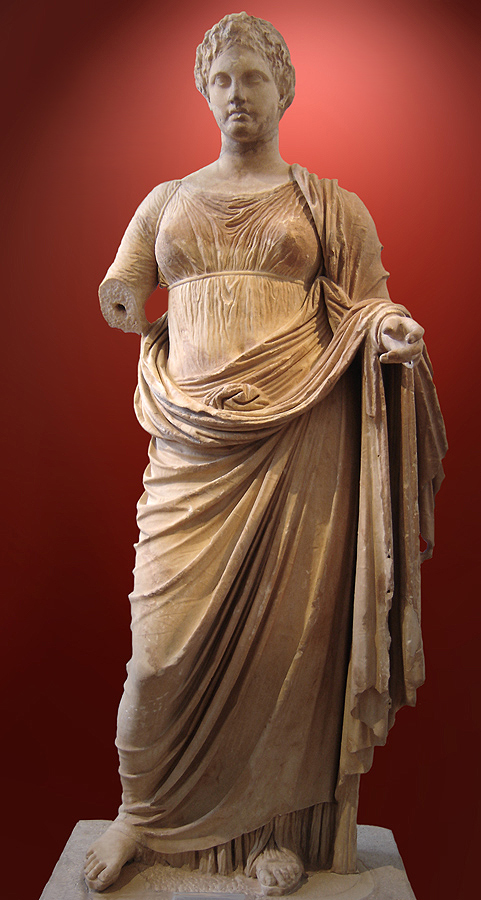
Statue de Thémis. Musée national archéologique d'Athènes.

La statue de Thémis (Musée national archéologique d’Athènes, inv. n° 231) a été retrouvée dans le naos du petit temple, lors des fouilles de 1890, sous la direction de Valérios Stáis. La déesse Thémis porte une tunique haute ceinturée, une robe richement plissée et des sandales. La tête est incrustée et la main droite était un ajout à partir d'un morceau de marbre séparé. Thémis, fille du Ciel et de la Terre, est une déesse de la justice, et à Rhamnonte, elle était vénérée dans le même temple que Némésis. Sur la face avant du piédestal, il y a une inscription selon laquelle la statue, sculptée par Chéréstrate de Rhamnonte, a été dédiée par Mégaclès à Thémis. Cette œuvre est datée d'environ 300 av. J.-C.

#### Grand temple de Némésis

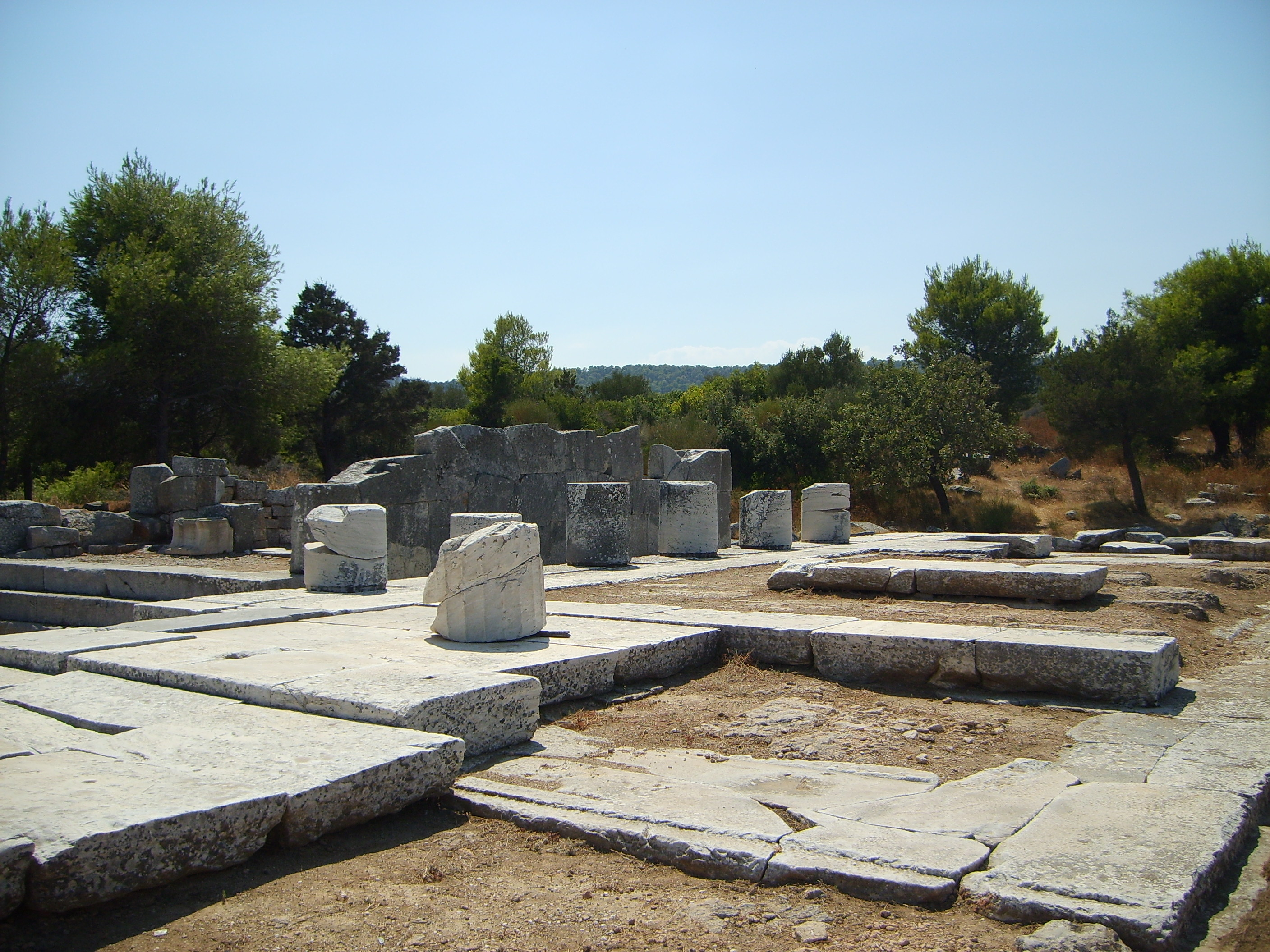
Grand temple de Némésis.

La construction du grand temple de Némésis a commencé entre les années 460-450 av. J.-C. et s'est poursuivie jusque dans les années 430-420 av. J.-C. C'est un temple dorique périptère construit du temps de Périclès, donc contemporain de la construction du Parthénon à Athènes. On pense qu'il a été conçu par l'architecte Callicratès, également architecte du temple d'Héphaïstos à Athènes, du temple de Poséidon au cap Sounion et du temple d'Arès à Acharnes.
L'euthynteria du stéréobate et le niveau inférieur de la plate-forme étaient en marbre noir local, tandis que le reste était en marbre blanc.

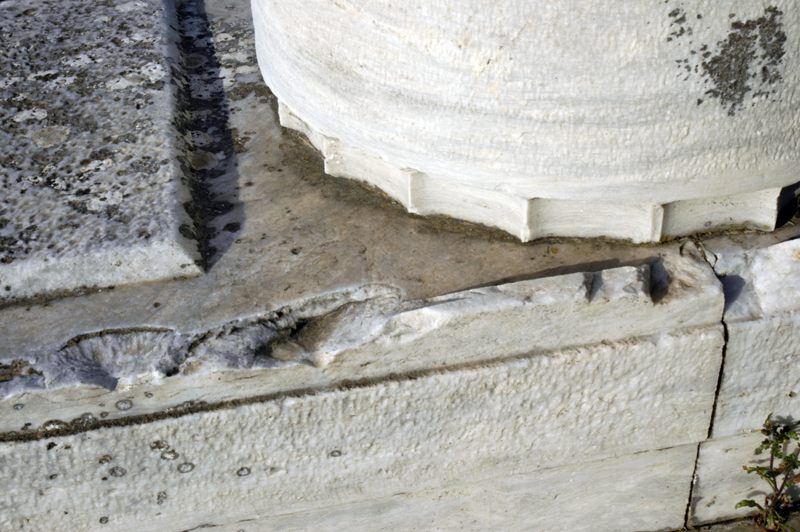
Cannelures et sculptures inachevées dans le temple du

La guerre du Péloponnèse a probablement interrompu l'achèvement du temple, à partir de 431 av. J.-C., et la sculpture des cannelures des colonnes n'a pas été faite, tandis que des parties des pilastres ont également été laissées inachevées, causant des dommages au marbre, plus facilement endommagé dans les coins et les surfaces supérieures. Il n'y avait pas de sculptures des frontons, ni de métopes ouvragées. Mais le toit était orné d'acrotères sculptés.
À un moment donné, après la construction d'origine, le temple de Némésis a subi de graves dommages à son extrémité est et ses parties supérieures, et a ensuite été réparé à nouveau. Ces dégâts, comme d'autres temples de la région et la destruction de divers monuments à Athènes, auraient été causés par les troupes de Philippe V de Macédoine, lors de raids en 200 av. J.-C. Les sections de marbre utilisées pour réparer le temple de Némésis sont différentes des originaux et l'équipement est assez différent, suggérant que les réparations ont eu lieu pendant la période romaine, lorsque l'intérêt pour les anciens temples classiques a été renouvelé. La partie centrale de l'arc, à l'extrémité orientale du temple, porte une inscription de la cité de Rhamnonte à Livie divinisée, qui peut également être liée à des réparations. Cette reconstruction a dû être coûteuse, car d'importants travaux de remplacement ont été effectués à l'extrémité est du naos, dans des parties concernant la frise, le geison, peut-être le tympan, le collecteur de la corniche, les frontons. Contrairement à d'autres temples de l'Attique qui avaient été rasés, le temple de Némésis n'avait pas été dépouillé de ses parties utiles ou entièrement enlevé pour être transporté à Athènes. Au lieu de cela, il a été fièrement restauré en tant que monument local important.

##### Statue de Némésis

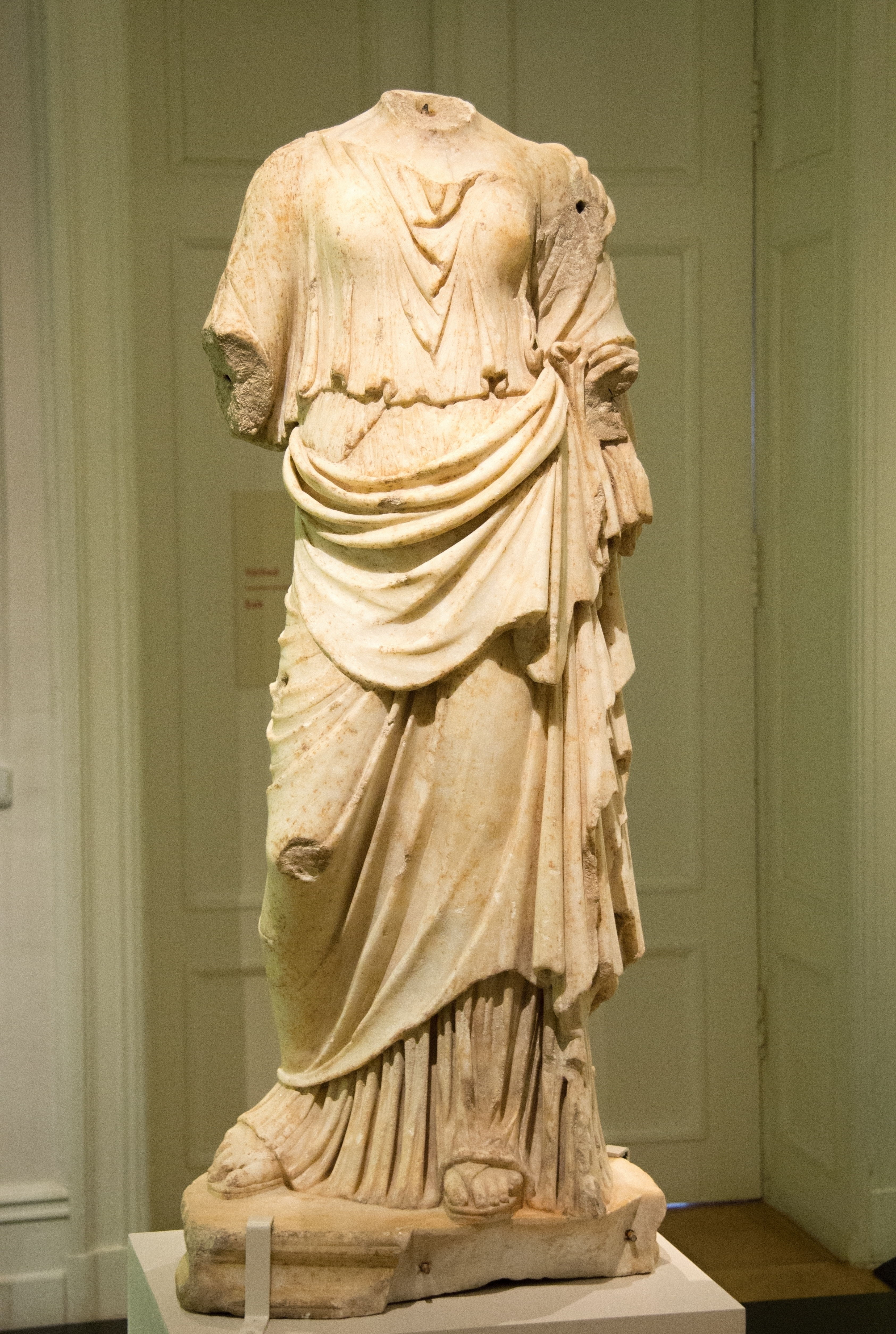
Statue de Némésis, copie romaine. Musée Kinsky, Prague.

La nef du grand temple abritait l'objet de culte dominant, la statue de Némésis, réalisée à partir d'un bloc de marbre de Paros et mesurant environ 4 mètres de haut. L'historien et connaisseur romain Varron le considère comme le meilleur exemple de sculpture grecque. Il a estimé que c'était peut-être le travail d'Agoracritos, bien que selon Pausanias, d'autres l'aient attribué à son propre professeur, Phidias. On dit qu'il s'agissait à l'origine d'une statue de la déesse Aphrodite qui avait été rejetée par le principal constructeur de l'ouvrage et avait été transformée en statue de Némésis pour être vendue pour le temple de Rhamnonte, à la condition toutefois qu'elle ne revienne jamais à Athènes.
Bien plus tard, au début du XIXe siècle, dans les ruines du grand temple détruit, une tête en marbre d'une statue de culte de Némésis de la même taille que celle mentionnée, qui portait des perforations pour la fixation d'une couronne d'or, a été découverte par l'architecte britannique John Peter Gandy (1787–1850), laquelle se trouve conservée au British Museum. Cette tête semble avoir des similitudes stylistiques avec les sculptures du fronton du Parthénon de 440-432 av. J.-C. De nombreux fragments de la statue originale ont été récupérés et reconstitués,, ainsi que des centaines d'autres fragments dispersés après la destruction de l'image cultuelle par les premiers chrétiens, qui ont permis l'identification d'un total de onze copies romaines, à plus petite échelle, de la statue originale. La base de la statue a également été reconstituée : sur trois côtés du socle, une scène se déroule, avec une présentation de la belle Hélène à sa mère Némésis, par Léda.